# Stegmotor

Steg 1: Den översta elektromagneten (1) aktiveras och attraherar den närmaste kuggen i en kuggformad rotor av järn.
När kuggarna passar till elektromagneten (1) kommer de att avvika något med avseende på passningen till elektromagnet (2).
Steg 2: Den översta elektromagneten (1) slås av och den högra elektromagneten (2) slås på och drar därmed närmaste kugge något åt höger. Detta resulterar i en rotation av 3.6° i detta fall.
Steg 3: Den undre elektromagneten (3) aktiveras; en ytterligare rotation på 3.6° inträffar.
Steg 4: Den vänstra elektromagneten (4) aktiveras och orsakar på nytt en rotation på 3.6°. När den övre elektromagneten (1) på nytt aktiveras, kommer kugghjulet att ha roterat motsvarande en delning (kuggavstånd) för kugghjulet. Om det till exempel finns 25 kuggar kommer en full rotation att kräva 100 steg.

En stegmotor kan i det närmaste beskrivas som en "digital" elektrisk motor. Motorns rörelse sker i ett antal steg per varv. Antalet steg per varv är olika för olika tillämpningar. 
När motorlindningen strömsätts strävar rotorn efter att inta en viss position så att reluktansen, det vill säga det magnetiska flödet, blir så litet som möjligt. En stegmotor kan inte drivas direkt med en likströmskälla, till exempel ett batteri. Styrelektronik som kastar om strömriktningen i lindningarna är nödvändig. När strömriktningen kastas om tar motorn ett steg.
Beroende på hur strömomkastningen utförs uppstår skillnader i "ryckighet", vridnoggrannhet och vridmoment. Det är förhållandevis enkelt att få motorn att ta så kallade fullsteg eller halvsteg. Genom att använda en mer komplicerad teknik kallad mikrostegning kan motorn fås att ta mycket mindre steg än fullsteg och halvsteg.
Stegmotorer har en omfattande användning. Till exempel i skrivare för datorer, inom industrin för positionering av automationsutrustning, i bilars hastighetsmätare och i satelliter för vridning av solpaneler.